# 库布龙
库布龙（法語：Coubron，法語發音：[kubʁɔ̃] ⓘ）是法国法兰西岛大区塞纳-圣但尼省的一个市镇，属于勒兰西区。

## 地理
库布龙（48°54'55"N, 2°34'39"E）面积4.14 平方千米，位于法国法蘭西島大區塞纳-圣但尼省，该省份为法国北部内陆省份。
与库布龙接壤的市镇（或旧市镇、城区）包括：利夫里加尔冈、蒙费梅伊、谢勒、库尔特里、克利希苏布瓦、沃茹尔。

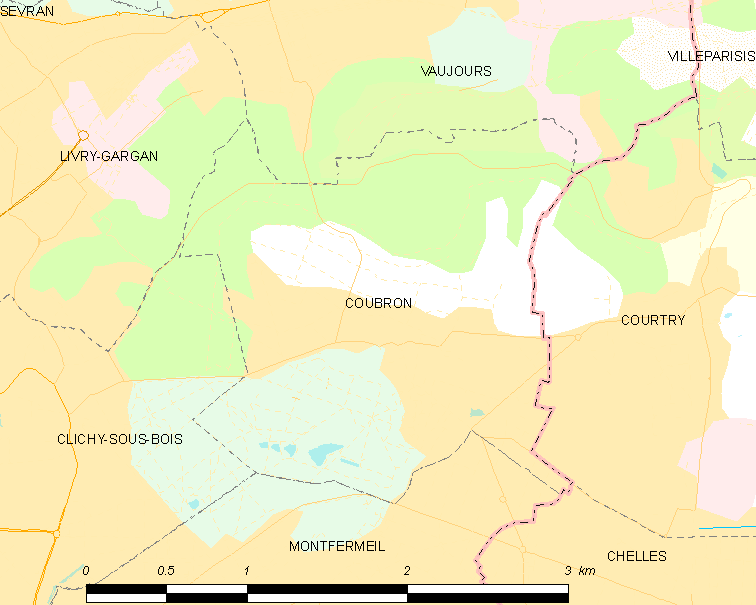
库布龙的OSM定位图

库布龙的时区为UTC+01:00、UTC+02:00（夏令时）。

## 行政
库布龙的邮政编码为93470，INSEE市镇编码为93015。

## 政治
库布龙所属的省级选区为法兰西地区特朗布莱县。

## 人口

1962-2008年间库布龙人口变化图示

库布龙于2022年1月1日时的人口数量为5156人。